# Ambassade du Maroc en Turquie
L'ambassade du Maroc en Turquie est la représentation diplomatique du royaume du Maroc auprès de la république de Turquie. Elle est située au Uğur Mumcu Caddesi Çayhane Sokak No: 32 GOP 06700 . Ankara, la capitale du pays. Son ambassadeur est, depuis le 26 juin 2019 Mohammed Ali Lazreq.

## Liste des ambassadeurs du Maroc
|   | Ambassadeur         | Image | Date de début de mission | Date de fin de mission | Roi(s) du Maroc         | Présidents de Turquie |
| - | ------------------- | ----- | ------------------------ | ---------------------- | ----------------------- | --------------------- |
| 1 |                     |       |                          |                        | Hassan II               |                       |
| 2 |                     |       |                          |                        | Hassan II               |                       |
| 3 | Abdellatif Akellal  |       | 3 février 1995           |                        | Hassan II               |                       |
| 4 | Mohamed Cherti      |       | 23 février 1998          |                        | Hassan II / Mohammed VI |                       |
| 5 | Abddellah Zakour    |       | 30 avril 2003            |                        | Mohammed VI             |                       |
| 6 | Mohamed Lotfi Aouad |       | 21 janvier 2009          |                        | Mohammed VI             |                       |
| 7 | Lemnouar Alem       |       | 13 octobre 2016          | 3 décembre 2018        | Mohammed VI             |                       |
| 8 | Mohammed Ali Lazreq |       | 26 juin 2019             |                        | Mohammed VI             |                       |

## Consulat
- Istanbul: consulat général

## Marocains résidant en Turquie
La communauté marocaine résidant en Turquie est estimée à 5.143 personnes en 2018 selon le Ministère délégué chargé des marocains résidant à l’étranger.